# Gyurgyenovác
Gyurgyenovác (horvátul: Đurđenovac) kisváros és község Horvátországban, Eszék-Baranya megyében.

## Fekvése
Eszéktől légvonalban 48, közúton 58 km-re nyugatra, Nekcsétől légvonalban 6, közúton 8 km-re északnyugatra, a Szlavóniai-síkságon, az Eszékről Varasdra menő vasútvonal mentén fekszik.

## A község települései
A községhez közigazgatásilag Beljevina, Bokšić, Bokšić Lug, Gabrilovac, Klokočevci, Krčevina, Ličko Novo Selo, Lipine, Našičko Novo Selo, Pribiševci, Sušine, Szeptinóc (Šaptinovci) és Teodorovac települések tartoznak.

## Története
A régészeti leletek tanúsága szerint a község területe már az őskorban is lakott volt. 2010 folyamán régészeti ásatásokat végeztek a Slobodnica-Alsómiholjác gázvezeték nyomvonalán a Lipine-Lipina 1 lelőhelyen. A feltárás során késő bronzkori, az urnamezős kultúrához tartozó település nyomaira bukkantak. A leletek között sok cseréptöredék mellett ház maradványait is megtalálták. A síkvidéki bronzkori település egy részét elpusztította a Lipinére menő aszfaltozott út és a mellette futó csatorna építése. Az ásatás eredményei alapján valószínűleg a bronzkori település déli szélét sikerült feltárni.
A városka neve a török uralom idején 1680-ban „Györgynovacz” alakban erdőbirtokként szerepel először Matucsina várának tartozékai között. 1745-től zálogbirtokként találjuk a korabeli oklevelekben. 1866-ban a Jozef Pfeiffer bécsi kereskedő fűrésztepelet nyitott itt és mellette épültek fel a település első házai. 1873-ban a telepet a belga „Marchetti-Lamarche” konzorcium vásárolta meg és mellette megalapította a települést. A kiváló minőségű szlavóniai tölgyfa vonzotta a befektetőket, így az új tulajdonosokat követően 1886-tól az üzem már „Neuschloß, Schmidt und Marchetti” néven működött. A település párhuzamosan fejlődött volt faüzem fejlesztésével. A munkavállalók és családtagjaik számára hivatalnoki és munkavállalói lakások, egészségügyi központ, általános iskola, óvoda, nyilvános melegvizes fürdő, számos hivatali épület, üzlet, fogadó, könyvtár és olvasóterem, az italok és élelmiszerek hűtésére és raktározására jégpince épült. Ezeket követte a fogyasztói szövetkezet alapítása, piac, mozi és egyéb létesítmények felépítése. Az Eszék-Varasd vasútvonal megépítésével létrejött a vasúti összeköttetés az ország többi részével. 1896-ben felépült a vasútállomás. A Neuschloß-villa építése 1910-ben fejeződött be. A 19. század végén Likából horvát családok, a Monarchia más területeiről pedig magyar, német és cseh családok települtek be. A 19. század végétől és az 1930-as évekig a népesség nagy részét még a németek és a magyarok alkották.

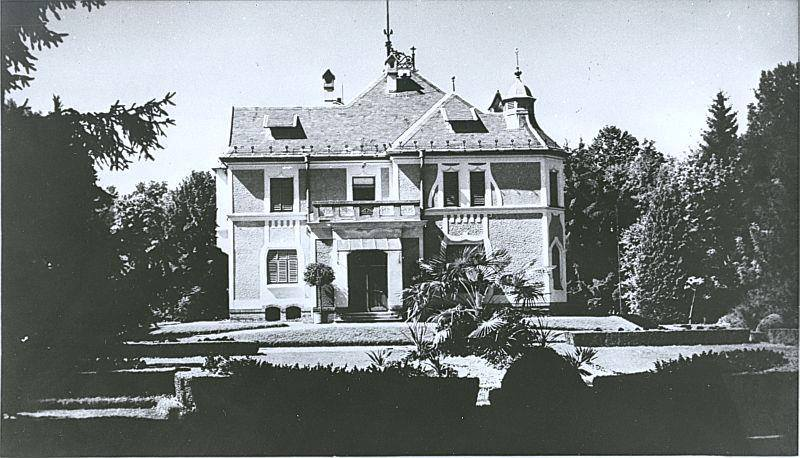
A Neuschloss-kastély

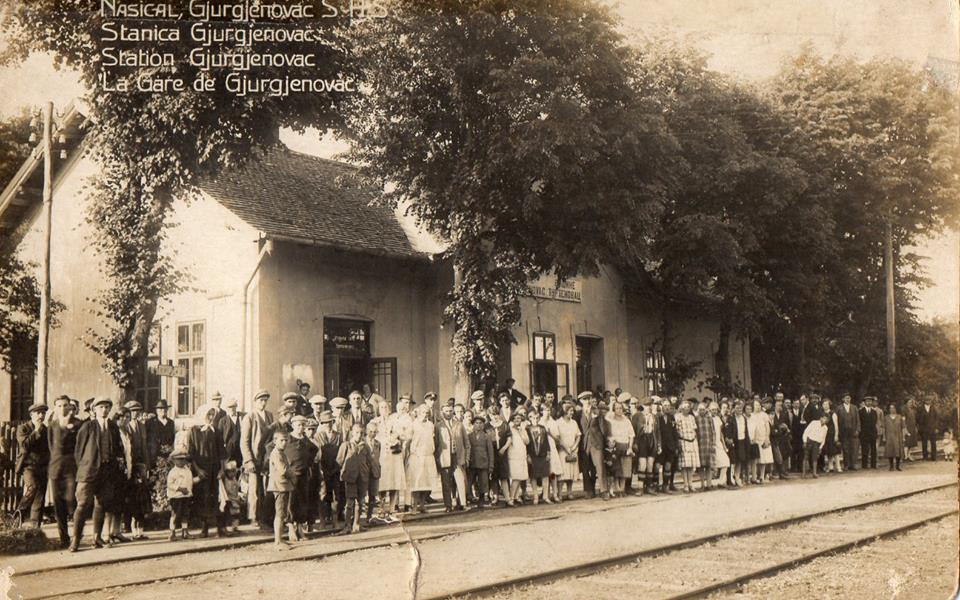
A vasútállomás 1896-ban

A településnek 1890-ben 508, 1910-ben 1018 lakosa volt. Verőce vármegye Nekcsei járásához tartozott. Az 1910-es népszámlálás adatai szerint lakosságának 52%-a horvát, 21%-a magyar, 16%-a német, 8%-a szerb, 1%-a cseh anyanyelvű volt. Az első világháború után 1918-ban az új szerb-horvát-szlovén állam, majd később (1929-ben) Jugoszlávia része lett. 1921-ben munkásotthon és színház létesült. 1931-ben megnyílt Hermann Rosenberg kisdedóvója (a mai „Jaglac” óvoda), amely az egyik legrégibb iskolai előkészítő intézmény volt az országban. A második világháború elején Jugoszlávia szétesése után a Független Horvát Állam az összes gyurgyenováci ipari létesítményt létfontosságúvá nyilvánította az állam számára. Az üzemekben munkavállalási kötelezettséget vezettek be, védelmükre pedig katonai egységet hoztak létre. Ennek ellenére 1944. április 10-én a partizánok sikeresen eljutottak a faüzemig és felgyújtották azt. Szerencsére a fő meghajtógépek épek maradtak.
1991-ben lakosságának 90%-a horvát, 4%-a szerb, 2%-a jugoszláv nemzetiségű volt. 2011-ben 2944 lakosa volt.

## Lakossága

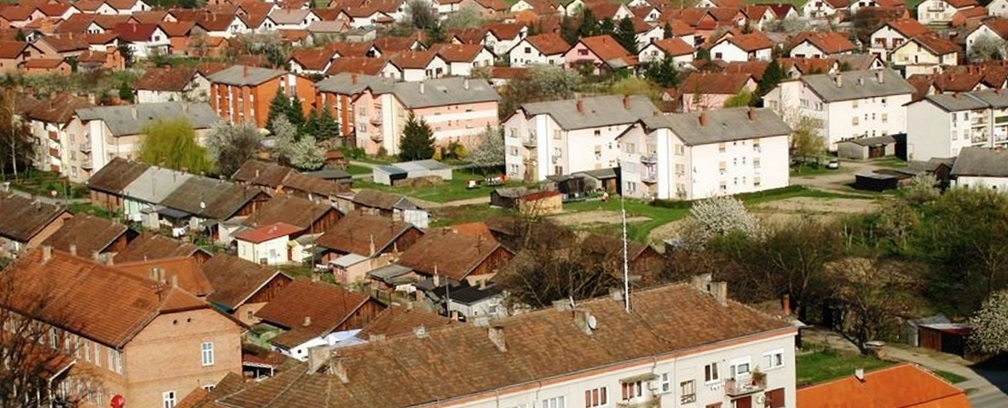
A város keleti része

| Lakosság változása | Lakosság változása | Lakosság változása | Lakosság változása | Lakosság változása | Lakosság változása | Lakosság változása | Lakosság változása | Lakosság változása | Lakosság változása | Lakosság változása | Lakosság változása | Lakosság változása | Lakosság változása | Lakosság változása | Lakosság változása |
| ------------------ | ------------------ | ------------------ | ------------------ | ------------------ | ------------------ | ------------------ | ------------------ | ------------------ | ------------------ | ------------------ | ------------------ | ------------------ | ------------------ | ------------------ | ------------------ |
| 1857               | 1869               | 1880               | 1890               | 1900               | 1910               | 1921               | 1931               | 1948               | 1953               | 1961               | 1971               | 1981               | 1991               | 2001               | 2011               |
| 0                  | 0                  | 0                  | 508                | 562                | 1.018              | 2.081              | 1.879              | 2.380              | 2.759              | 3.285              | 3.399              | 3.236              | 3.923              | 3.472              | 2.944              |

## Gazdaság
A mai Gyurgyenovác gazdasága az egykori faipari komplexumon alapult, amely 1876 óta működött (az első fűrészüzem 1866-tól működött), egészen az 1990-es évek végén bekövetkezett csődjéig. A korábbi kombinát területén ma több gyár osztozik. A fafeldolgozáson kívül a vegyipar és az élelmiszeripar is képviseltetve vannak. 2015. június végén az egyik bútorgyártó üzem tűz miatt megsemmisült és több mint száz ember munka nélkül maradt. Az esemény jelentős károkat okozott a helyi ipari termelésnek.
Ma a lakosság 60,8%-át a feldolgozóipar foglalkoztatja. A második legfontosabb gazdasági ágazat a kereskedelem (13,1%-kal). A feldolgozóipar alkalmazottai közül a legtöbb alkalmazottat a bútorgyártás (67,3%) és a fafeldolgozás (17%) foglalkoztatja. A többi ágazat közül a gépek és berendezések gyártása (10,6%), az élelmiszer- és italgyártás (2,5) %), valamint a fémipar (2,4%) és a vegyi anyagok, vegyipari termékek előállítása (1,2%) a jelentősebb.

## Nevezetességei

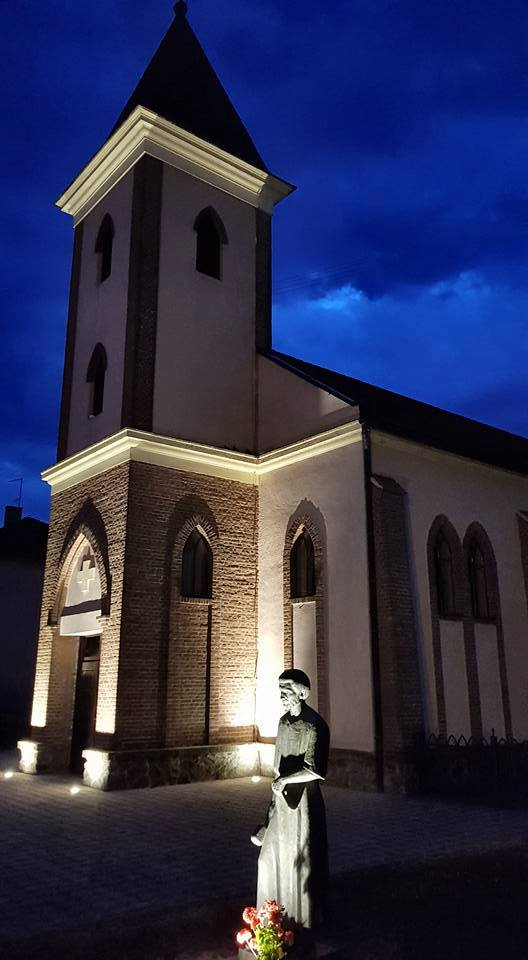
A Szent József templom

- Munkás Szent József tiszteletére szentelt római katolikus temploma 1938-ban épült. Egyhajós templom neogótikus elemekkel. Berendezésének értékes darabja a két tölgyből faragott neogótikus mellékoltár.
- A Neuschloß-villa[4] a 20. századi eleji szecesszió reprezentatív példája. A villát tágas angolkert övezi.
- A szecessziós hivatalnokház 1910-ben épült, ma a városháza és az önkormányzat irodái működnek benne.
- A Leimdörfer-villa[5] 1925-ben épült szecessziós stíluban a nyugati homlokzaton feltűnő négyszintes toronnyal.
- A Schwertasek-villa 1925-ben épült szecessziós stílusban.
- A Kulturális Központ a Színházzal reprezentatív szecessziós épület 1921-ből.
- Hermann Rosenberg kisdedóvója (1931-ből, a mai „Jaglac” óvoda), amely az egyik legrégibb iskolai előkészítő intézmény volt az országban.
- A Vörös villa (1920-as évek) egy ipari stílusú városi villa, amelynek délkeleti homlokzatát park veszi körül, az északnyugati homlokzat pedig egy tágas térre (a mai Franjo Tudjman tér) nyílik.
- A Gőzmalom épülete[6] az eredeti gőzmotorral (védett ipari emlék 1880-ból). A gőzgép ingyenes villamos energiát állított elő a polgárok számára és a közvilágításhoz, így Gyurgyenovác az első hely volt Szlavóniában (és második Horvátországban) ahova az áramot bevezették.
- A Munkástelep tervszerűen épített lakónegyed a helyi gyárak munkásai számára. A lakótömböket sorokba rendezve építették egymást derékszögben keresztező utcákkal. A munkástelep maradványai (Radnička utca, Tannin negyed) az ipari építészet védett műemlékei.
- Az 1873-as Jung gőzmozdony (népies nevén Ciro), a Stepinčeva utcai sétány mentén látható.
- A városi temetőben áll a Nemzeti Felszabadító Háborúban elesett antifašista harcosok emlékműve.
- A honvédő háború áldozatainak emlékműve (A Franjo Tudjman téren található)
- A gyurgyenováci Sporthorgász Egyesület halastavai, körülöttük parkosított piknikterülettel.
- Az egykori üzemi épületek védett ipari műemlékek.

## Oktatás
A település első iskoláját magániskolaként 1888-ban a faüzem vezetősége alapította. 1909-ben közoktatási intézménnyé nyilvánították. Még ebben az évben a Sušine lakóitól vásárolt telken felépítették az iskola új épületét négy osztályteremmel és a tanítói lakással. 1921-ben az üzemi munkások kezdeményezésére felsőfokú népiskolát alapítottak. 1925-ben új elemi iskola épült. Az építés költségeit a faüzem viselte. A háború után ez az iskola először hétéves, majd nyolcéves általános iskolaként működött. 1945-ben a felsőfokú népiskola neve Fiú Ipari Iskolára változott. 1961-ben új, hatosztályos elemi iskola létesült. 1965-ig két elemi iskola működött a településen a Moše Pijade és a J. Marinković - Ivo. 1965-ben átszervezték az oktatást, egy központi elemi iskola működött, amelyhez előbb nyolc, később hat területi iskola (Beljevina, Bokšić, Bokšić Lug, Klokočevci, Pribiševci és Šaptinovci településeken) tartozott. Két osztály működik a fogyatékkal élő tanulók számára is, egy osztály pedig fejlesztő csoportként működik. Az elemi iskola Josip Juraj Strossmayer, a középiskola Josip Kozarac nevét viseli. A településnek egy óvodája van.

## Kultúra
A városban könyvtár és olvasóterem működik. Az intézménynek mintegy 15000 kötete és körülbelül háromszáz olvasója van. Mindenki számára nyitva áll - az óvodai gyermekektől a nyugdíjasokig
1954-ig időszakosan jelent meg a "Glasnik" üzemi újság, 1956-tól 1966-ig a "Drvodjelac", majd 1987-ig a "Bulletin" volt a neve, amikor ismét "Drvodjelac" néven jelent meg. 1990-ben teljesen megszűnt. 2003-tól "Đurđenovački vijesnik" néven időszakosan adják ki.
A város jelentősebb kulturális egyesületei:
- Városi zenekar
- KUD Đurđenovac kulturális és művészeti egyesület
- „Josip Kozarac” Đurđenovac kulturális egyesület
- „Hools” Đurđenovac ifjúsági egyesület
- „Naša djeca” Đurđenovac egyesület
- „Hrvatska žena” Nasičko Novo Selo – Đurđenovac nőegyesület

## Sport
A gyurgyenováci a Sport- és Rekreációs Központ (SRC) területén a következő sportlétesítmények találhatók: két futballpálya, kosárlabda, kézilabda és teniszpálya, egy bocsapálya és egy tekepálya. A ŠRC komplexumán belüli sportlétesítmények mellett a városban van még két másik futballpálya, egy kézilabda- és kosárlabdapálya, egy lőtér és egy sportcsarnok is. Az egyéb szabadidős létesítmények között több tornaterem és szabadtéri edzőpálya, valamint sporthorgásztó is található.
Sportegyesületek:
- NK Đurđenovac labdarúgóklub
- RK Đurđenovac kézilabdaklub
- KK Đurđenovac tekeklub
- MK „Antitalenti” kispályás labdarúgóklub
- MK „Pascuum” kispályás labdarúgóklub
- ŠK Đurđenovac sakk-klub
- ŠK Đurđenovac sporthorgászklub
- SK Đurđenovac lövészklub
- TK Đurđenovac teniszklub
- „Sunovrat” hegymászóklub

Jelentősebb sportrendezvények:
- Munkás sportjátékok
- „Josipovo” sakktorna
- Győzelem és hálaadásnapi labdarúgó emléktorna
- Šaranski kup sporthorgász kupa

## Egyesületek
- A Honvédő háború harcosainak egyesülete
- A Honvédő háború rokkant harcosainak egyesülete
- VZO Đurđenovac önkéntes tűzoltó egyesület
- DVD Đurđenovac önkéntes tűzoltó egyesület (alapítva 1922.)
- „Mimoza” rákellenes liga
- „Toni” egyesület a rosszindulatú daganatokban szenvedő gyermekek és családok támogatására
- Matica Umirovljenika Hrvatske nyugdíjas egyesület
- LU „Kuna” vadásztársaság
- „Znanje i razvoj” egyesület

## Fordítás
Ez a szócikk részben vagy egészben  a(z)   Đurđenovac című horvát Wikipédia-szócikk ezen változatának fordításán alapul.  Az eredeti cikk szerkesztőit annak laptörténete sorolja fel. Ez a jelzés csupán a megfogalmazás eredetét és a szerzői jogokat jelzi, nem szolgál a cikkben szereplő információk forrásmegjelöléseként.